# Bras Basah Road

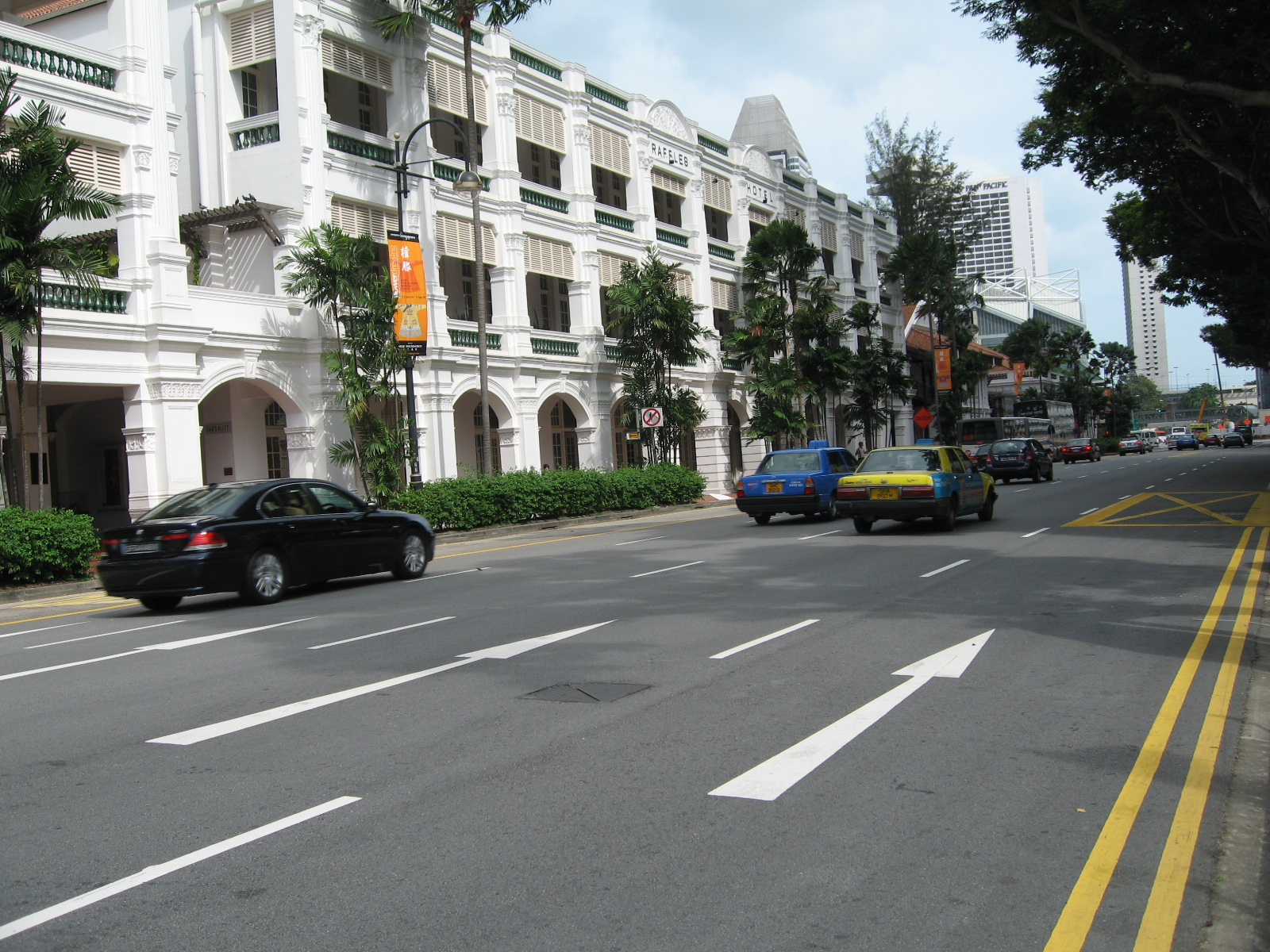
Vista de Bras Basah Road.

Bras Basah Road (en inglés, 勿拉士巴沙路 en chino, Jalan Bras Basah en malayo, பிராஸ் பாசா சாலை en tamil) es un vía de sentido único de Singapur.
Bras Basah significa arroz mojado en malayo y se cree que el nombre de la calle se debe a las toneladas de arroz que se llevaban por un riachuelo que ya no existe.
Comienza en Orchad Road y Handy Road y va al distrito de negocios. La calle cuenta con varios edificios importantes: Fairmont Singapore, Hotel Raffles, Museo de arte de Singapur, Catedral del Buen Pastor, Singapore Management University,Bras Basah MRT station del metro de Singapur, etc.
En los planes originales de Philip Jackson de 1822 iba a ser dos calles.